# Igreja Presbiteriana Reformada em Cuba
A Igreja Presbiteriana Reformada em Cuba (em espanhol Iglesia Presbiteriana-Reformada en Cuba ou IPRC) - é uma denominação protestante reformada, fundada em Cuba em 1890, a partir do trabalho missionário da Igreja Presbiteriana nos Estados Unidos da América.
É a maior denominação presbiteriana e reformada no país, com cerca de 15.000 membros, em 59 igrejas e congregações. A denominação é conhecida pelos seus prédios históricos em Havana, bem como pelo seu trabalho social e educacional no país.

## História
Em 1890, Evaristo Collazo, um presbiteriano leigo da Florida, começou a evangelizar pessoas em Havana. A partir do seu trabalho, surgiu um grupo de presbiterianos que se reuniam na cidade. Eles pediram à Igreja Presbiteriana nos Estados Unidos da América que lhes enviasse um missionário.
Ainda em 1890, uma visita foi feita pelo missionário Anthony Thomas Graybill, enviado pela Igreja Presbiteriana nos Estados Unidos da América. Na ocasião, 40 pessoas foram batizadas e a Primeira Igreja Presbiteriana em Havana foi estabelecida, com Evaristo Collazo sendo o primeiro pastor presbiteriano ordenado em Cuba.
Alguns anos depois, em 1895, a igreja teve que fechar por causa da Guerra de Independência Cubana contra a Espanha.
Em 1899, Robert L. Wharton chegou a Cuba e reiniciou o trabalho missionário presbiteriano no país. Em 1900, mais missionários protestantes chegaram a Cuba, na época da intervenção dos EUA na guerra.
Durante os sessenta anos seguintes a igreja destacou-se na organização de escolas e na sua participação no serviço social, especialmente nos programas de alfabetização.
Em 1914, o primeiro Presbitério foi organizado no país e em 1918 o segundo.
Após a Revolução Cubana, em 1959, a igreja perdeu suas escolas e seus membros diminuíram.
A denominação tornou-se uma igreja autônoma e independente em 1967, mantendo relações fraternas com a Igreja Presbiteriana (EUA) desde então.
Quando, a partir de 1990, ocorreu uma abertura por parte do governo, a igreja voltou a crescer rapidamente.
A partir de 2006, a denominação era formada por um sínodo, com 3 presbitérios, 59 igrejas e cerca de 15.000 membros.

## Doutrina
A denominação subscreve o Credo dos Apóstolos, Credo Niceno, Confissão de Fé de Westminster, Segunda Confissão Helvética, Declaração Teológica de Barmen e o Catecismo de Heidelberg. Além disso, permite a ordenação de mulheres.

## Relações intereclesiásticas
A denominação participa da Conselho Mundial das Igrejas, Comunhão Mundial das Igrejas Reformadas e Aliança de Igrejas Presbiterianas e Reformadas da América Latina.